# 格羅茲尼州
格羅茲尼州（俄语：Гро́зненская о́бласть）是蘇聯俄羅斯蘇維埃聯邦社會主義共和國北高加索地區的一個州。首府格羅茲尼。下轄2市17縣。
由於在二次大戰中車臣人與納粹德國合作，1944年3月7日车臣-印古什苏维埃社会主义自治共和国被撤銷，格羅茲尼區成立，1957年1月9日撤銷，恢復共和國。